# Palestina do Pará
Palestina do Pará este un oraș în Pará (PA), Brazilia.